# Heinrich Unkel
Heinrich Unkel, OFM ou Arnold von Unkel (falecido a 22 de janeiro de 1482) foi um prelado católico romano que serviu como bispo auxiliar de Colónia (1481–1482).
Heinrich Unkel foi nomeado sacerdote da Ordem dos Frades Menores. Em 1481, foi nomeado Bispo Auxiliar de Colónia e Bispo Titular de Cirene durante o papado de Sisto IV. Unkel faleceu a 22 de janeiro de 1482 antes de iniciar as suas funções.